# Interstate 380 (Californie)
Pour les articles homonymes, voir Interstate 380.
L'Interstate 380 (I-380) est une courte autoroute auxiliaire de 3,3 miles (5,3 km) de la région de la Baie de San Francisco. Elle relie l'I-280 à San Bruno et la US 101 près de l'Aéroport international de San Francisco. L'autoroute ne comporte que de trois intersections : l'I-280, la SR 82 et la US 101. Tout comme l'I-280 située tout près, l'I-380 ne se relie jamais à son autoroute principale (I-80). Cependant, aucun critère ne dit que les autoroutes collectrices doivent le faire.
L'I-380 est officiellement connue comme la Quentin L. Kopp Freeway, d'après un ancien sénateur de Californie originaire du Comté de San Mateo. L'autoroute a été appelée, antérieurement, la Portola Freeway en l'honneur de l'explorateur espagnol du 18e siècle, Gaspar de Portolá, qui a découvert la Baie de San Francisco.

## Description du tracé
L'I-380 débute à la jonction avec l'I-280 à San Bruno. Cette intersection n'a été que partiellement construite avec de l'espace réservé pour un prolongement de l'autoroute à l'ouest jusqu'à la SR 1. Elle se dirige ensuite à l'est dans la ville de San Bruno et y croise la SR 82 (El Camino Real) avant d'atteindre la US 101.
À son terminus est à la US 101, les voies principales de l'I-380 continuent comme la North Access Road. Les rampes depuis et vers la US 101 sud donnent accès aux voies de services lesquelles mènent directement à l'Aéroport international de San Francisco.

## Liste des sorties
Le millage de l'I-380 est mesuré à partir du terminus ouest (non-existant) situé à la jonction avec la SR 1 près de Pacifica.
| Interstate 380    |                     |      |       |        |                                                                                              | |
| Comté             | Municipalité        | mi   | km    | Sortie | Intersections / Destinations                                                                 | Notes |
| San Mateo         | San Bruno           | 5,47 | 8,80  | 5A-B   | I-280 (Junipero Serra Freeway) – San Francisco, San José                                     | Sortie direction ouest, entrée direction est; indiqué sortie 5A (nord) et 5B (sud); terminus ouest de l'I-380; sortie 43A-B de l'I-280 |
| San Mateo         | San Bruno           | 5,47 | 8,80  | 5C     | SR 82 (en) (El Camino Real) – San Bruno                                                      | Indiqué sortie 5 en direction est |
| San Mateo         | San Bruno           | 6,23 | 10,02 | 6      | US 101 (Bayshore Freeway) – Aéroport international de San Francisco, San José, San Francisco | Indiqué sortie 6A (sud) et 6B (nord) en direction est                                                                                  |
| San Mateo         | South San Francisco | 6,60 | 10,62 | 7      | South Airport Boulevard / North Access Road                                                  | Sortie direction est, entrée direction ouest                                                                                           |
| - Accès incomplet |                     |      |       |        |                                                                                              | |